# Karmosinspett
Karmosinspett (Campephilus haematogaster) är en fågel i familjen hackspettar inom ordningen hackspettartade fåglar.

## Utseende
Karmosinspetten är en stor hackspett. Den kan förväxlas med flera andra Campephilus-hackspettar, men urskiljs på rödaktig undersida utan tvärband, svart rygg utan tydliga vita streck och beigefärgade strimmor i ansiktet. 

## Utbredning och systematik
Karmosinspetten förekommer i fuktiga skogar från östra Colombia till östra Peru. Praktspetten (Campephilus splendens) behandlades tidigare som underart.

## Levnadssätt
Karmosinspetten är en fåtalig och lokalt förekommande fågel i större områden med fuktiga skogar, i förberg och subtropiska områden på Andernas östsida, på västsidan även i låglänta områden. Fågeln uppträder enstaka eller i par, vanligen i skogens lägre skikt. Den är skyggare än andre större hackspettar. 

## Status
IUCN kategoriserar arten som nära hotad.